# 楼子乡
楼子乡，是中华人民共和国四川省广元市青川县曾经下辖的一个乡。2019年12月，撤销楼子乡，将其所属行政区域划归七佛乡管辖。

## 行政区划
楼子乡撤销前下辖以下地区：
马鞍村、燕子村、阳坪村和明水村。